# Maranta

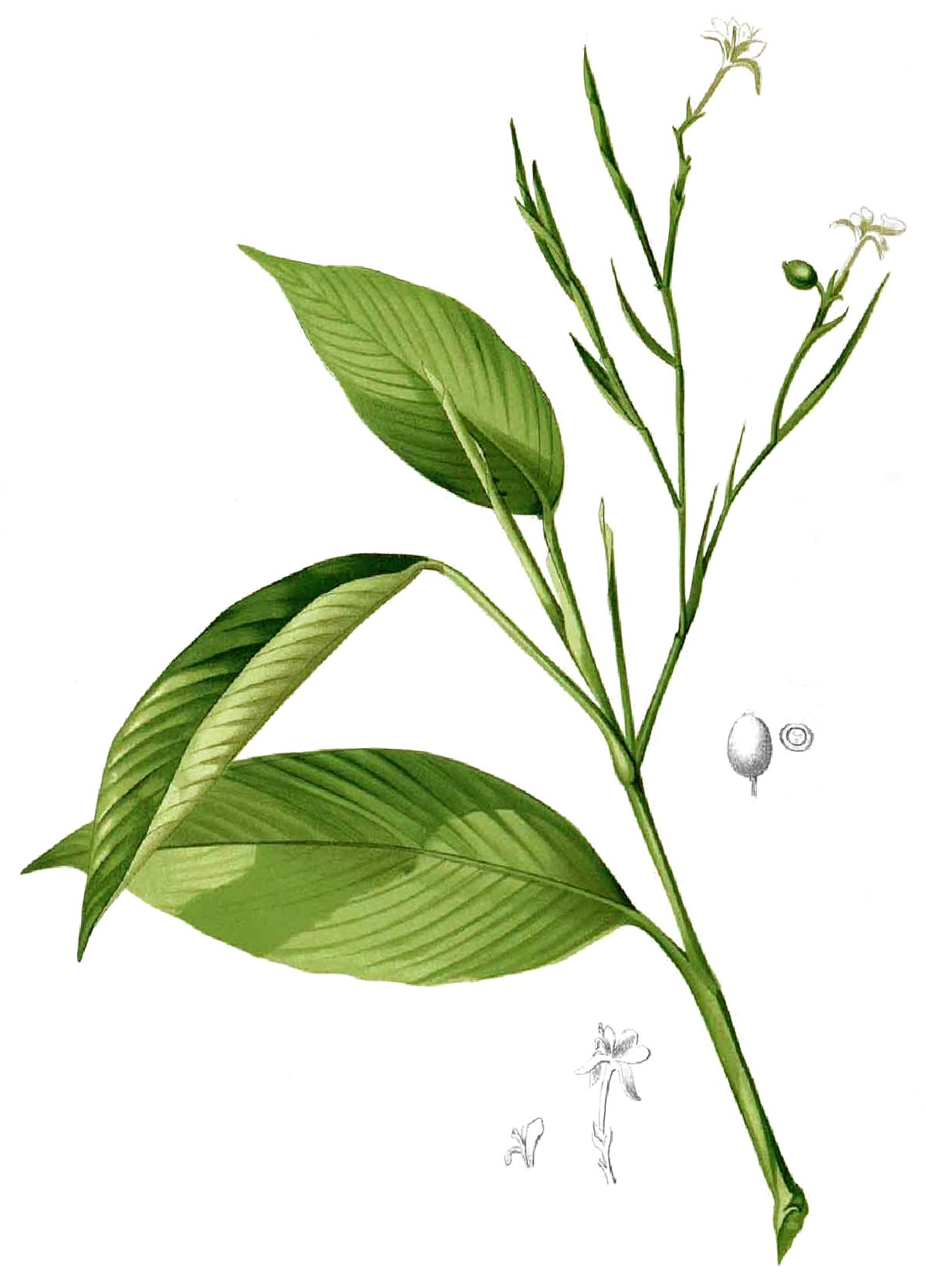
Morfologia

Maranta (Maranta) – rodzaj wiecznie zielonych roślin z rodziny marantowatych. Należy do niego 51 gatunków występujących na kontynentach amerykańskich od Meksyku i Kuby na północy po północną Argentynę na południu. Nazwa rodzaju upamiętnia weneckiego lekarza i botanika Bartolomea Marantę z XVI wieku.

## Morfologia

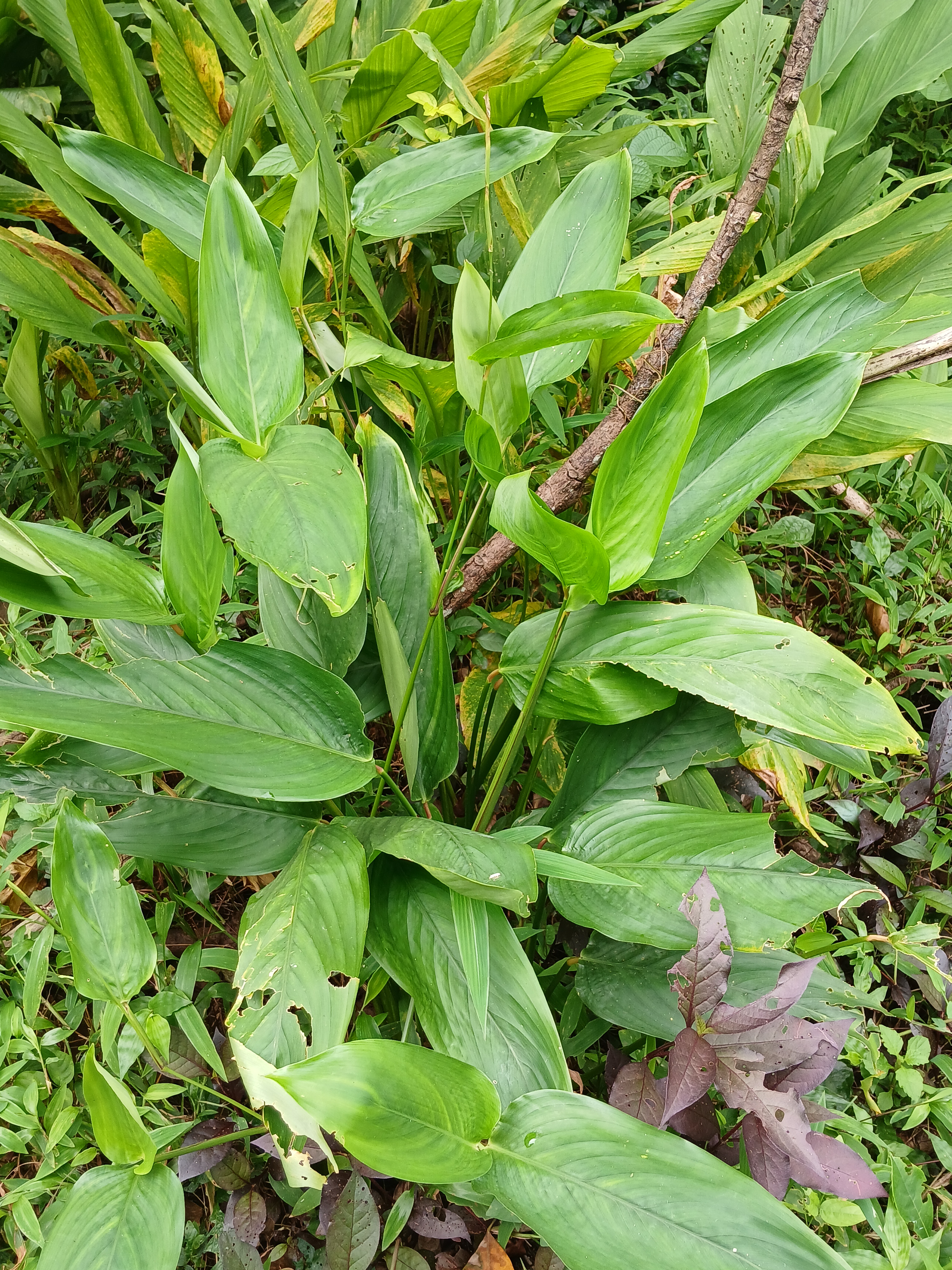
Maranta arundinacea

Byliny płożące, pnące się lub prosto wzniesione osiągające do 1,5 m wysokości, zwykle z organami nadziemnymi zamierającymi w porze suchej, którą spędzają w postaci kłącza. Kłącza u niektórych gatunków zgrubiałe, zawierają skrobię. Z kłącza wyrastają łodygi nierozgałęzione lub rozgałęzione, z liśćmi łodygowymi i zwykle z liśćmi odziomkowymi. Blaszka liściowa owalna lub eliptyczna. Na pędach wyrasta od 2 do kilku kłosowatych, nierozgałęzionych kwiatostanów. Kwiaty są samopylne. Mają białe płatki korony i trwałe, zielone działki kielicha o długości do 5 mm. Płatki korony są zrośnięte w gardziel o długości do 12–14 mm. Owocem są jednonasienne torebki.

## Systematyka

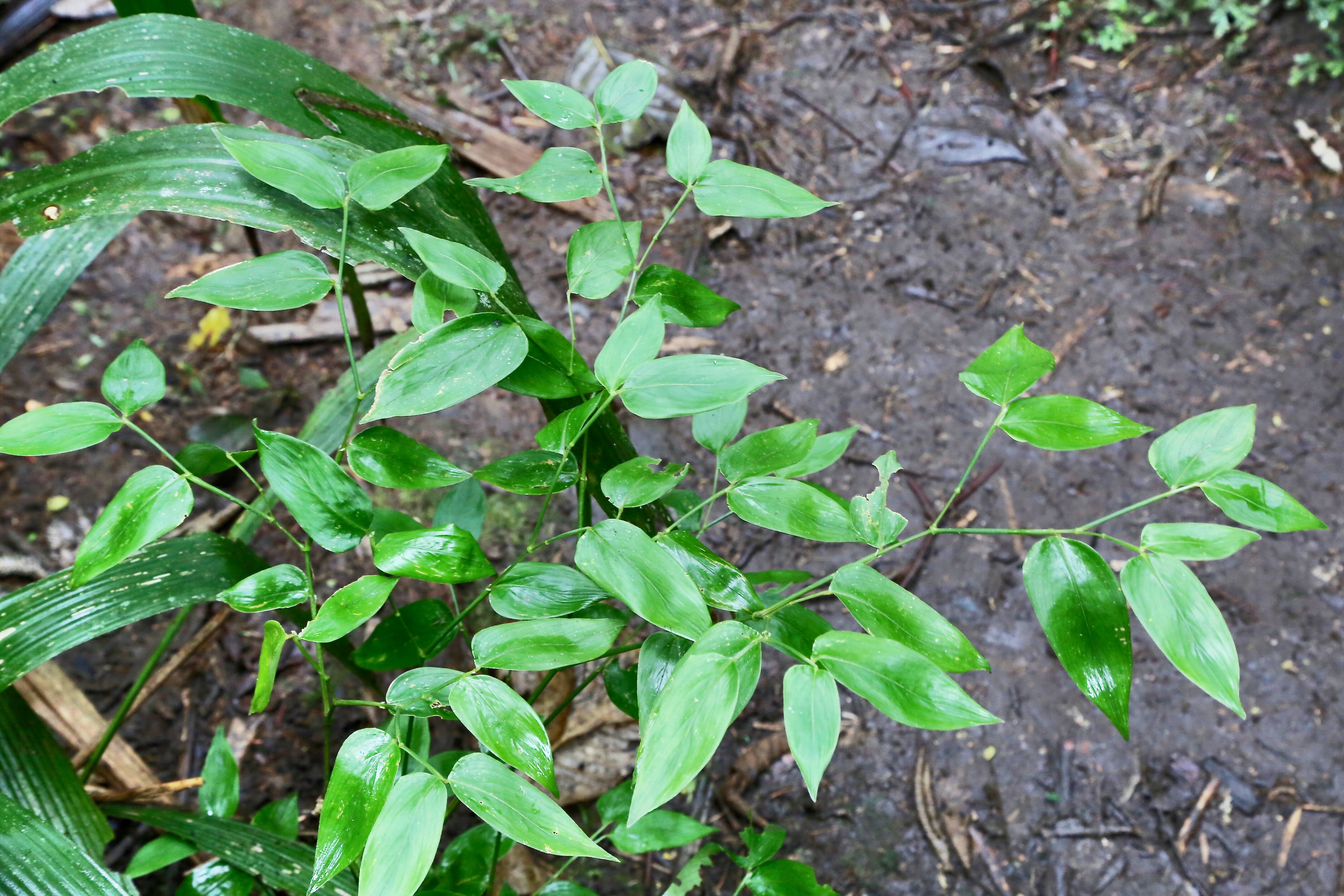
Maranta ruiziana

Pozycja rodzaju według APweb (aktualizowany system APG IV 2016)
Klad okrytonasienne, klad jednoliścienne (monocots), rząd imbirowce (Zingiberales), rodzina marantowate (Marantaceae).
Wykaz gatunków
- Maranta amazonica L.Andersson
- Maranta amplifolia K.Schum.
- Maranta anderssoniana Yosh.-Arns, Mayo & M.Alves
- Maranta arundinacea L. – maranta trzcinowa
- Maranta bahiensis N.Luna & E.M.Pessoa
- Maranta bracteosa Petersen
- Maranta burchellii K.Schum.
- Maranta chrysogina N.Luna & M.Alves
- Maranta cordata Körn.
- Maranta coriacea S.Vieira & V.C.Souza
- Maranta cristata Nees & Mart.
- Maranta cyclophylla K.Schum.
- Maranta divaricata Roscoe
- Maranta foliosa Körn.
- Maranta friedrichsthaliana Körn.
- Maranta furcata Nees & Mart.
- Maranta gibba Sm.
- Maranta gigantea N.Luna & E.M.Pessoa
- Maranta hatschbachiana Yosh.-Arns, Mayo & M.Alves
- Maranta hexantha (Poepp. & Endl.) D.Dietr.
- Maranta hoffmannii (K.Schum.) G.Fern. & N.Luna
- Maranta humilis Aubl.
- Maranta incrassata L.Andersson
- Maranta leuconeura É.Morren
- Maranta lindmanii L.Andersson
- Maranta linearis L.Andersson
- Maranta longiflora S.Vieira & V.C.Souza
- Maranta lorifolia N.Luna & M.Alves
- Maranta nanica F.Fraga & J.M.A.Braga
- Maranta neopolystachya G.Fern. & N.Luna
- Maranta noctiflora Regel & Körn.
- Maranta orbiculata (Körn.) K.Schum.
- Maranta panamensis (Standl.) G.Fern. & N.Luna
- Maranta parvifolia Petersen
- Maranta phrynioides Körn.
- Maranta pilosissima F.Fraga, L.J.T.Cardoso & J.M.A.Braga
- Maranta pluriflora (Petersen) K.Schum.
- Maranta pohliana Körn.
- Maranta polystachya (K.Schum.) J.M.A.Braga
- Maranta protracta Miq.
- Maranta pulchra S.Vieira & V.C.Souza
- Maranta rugosa J.M.A.Braga & S.Vieira
- Maranta ruiziana Körn.
- Maranta rupicola L.Andersson
- Maranta sobolifera L.Andersson
- Maranta sophiana Yosh.-Arns, F.Fraga & J.M.A.Braga
- Maranta tuberculata L.Andersson
- Maranta unilateralis (Poepp. & Endl.) D.Dietr.
- Maranta vieirae N.Luna & E.M.Pessoa
- Maranta villosovaginata N.Luna & E.M.Pessoa
- Maranta zingiberina L.Andersson

## Zastosowanie
Niektóre gatunki są uprawiane jako rośliny ozdobne, w Polsce jako rośliny pokojowe.

## Uprawa
Gatunki marant uprawiane jako rośliny doniczkowe najlepiej rosną w miejscach półcienistych - duża ilość światła sprawia, że ich liście blakną. Rośliny te preferują wilgotne i ciepłe powietrze, jak również wilgotne podłoże. Dlatego też, maranty trzeba podlewać dość obficie, a w okresie letnim dodatkowo zraszać wodą. Nawozi się je od kwietnia do września w dwutygodniowych odstępach, pamiętając by stężenie roztworu było o połowę mniejsze niż dawka zalecana przez producenta.